# Assemblea Suprema del Poble
L'Assemblea Suprema del Poble (en coreà hangul: 최고인민회의) (McCune Reichshauer: Choego Inmin Hoe-ui) és el parlament unicameral de la República Popular Democràtica de Corea, més coneguda amb el nom de Corea del Nord. Està formada per un diputat per cadascuna de les 687 circumscripcions que és triat per un període de cinc anys. El Partit del Treball de Corea té la majoria dels escons en l'òrgan legislatiu nacional. L'assemblea està presidida per Kim Yong-Nam. Malgrat que l'assemblea és el principal òrgan legislatiu de Corea del Nord, sol delegar l'autoritat en un grup més reduït i influent, el Presidium, escollit d'entre els seus membres.

## Composició
En l'actualitat la composició de l'Assemblea és de 687 escons, 601 ocupats pel Partit del Treball de Corea, 51 per al Partit Socialdemòcrata de Corea, 21 per al Partit Chondoista Chongu i 13 escons per a polítics independents. Els tres partits són aliats i integren el Front Democràtic per a la Reunificació de la Pàtria.
| Colors | Partits polítics                | Nombre d'escons |
| ------ | ------------------------------- | --------------- |
|        | Partit del Treball de Corea     | 607             |
|        | Partit Socialdemòcrata de Corea | 50              |
|        | Partit Chondoista Chongu        | 22              |
|        | Independents                    | 8               |

En la desena sessió de l'Assemblea al juliol de 1998 es va evidenciar un augment del poder de l'Exèrcit Popular de Corea, ja que es van escollir 101 delegats militars sobre un total de 687. Una diferència considerable respecte als 57 militars triats en l'anterior sessió, l'any 1990.
Kim Yong-Nam ha estat president del Presidium de l'Assemblea i, de facto, cap del govern de Corea del Nord des de 1998. Choe Thae-bok és el president de l'Assemblea i Yang Hyong-sop i Kim Young-dae són els vicepresidents de la mateixa.

## Funcionament i funcions
D'acord amb la Constitució de Corea del Nord l'Assemblea Popular Suprema és l'òrgan més alt de govern. L'Assemblea es convoca una o dues vegades a l'any en sessions de diversos dies, el període que passa reunida l'Assemblea és més curt que el de cap altre Parlament. L'Assemblea sol convertir en llei les propostes del govern durant les seves sessions sense amb prou feines modificacions ni debat. Mentre que l'Assemblea no està reunida, el Presidium compleix la funció de poder legislatiu. Poden igualment tenir lloc sessions extraordinàries en cas que les convoqui el Presidium o un terç dels diputats.
Les funcions de l'Assemblea són:
- Adoptar, esmenar i completar el promulgat en la Constitució. Aquestes esmenes requereixen ser aprovades per més de dos terços del nombre total de diputats.[6]
- Determinar les polítiques estatals i els pressupostos.
- Triar el president, vicepresident i els membres de la Comissió Nacional de Defensa de Corea del Nord
- Triar al president i als membres del Presidium
- Elegir un president, vicepresident i altres membres del Gabinet.
- Rebre informes d'assumptes legals.[6]

## Presidium
El Presidium de l'Assemblea és el més elevat òrgan de poder de Corea del Nord. Durant els períodes en els quals l'assemblea no està reunida recau sobre ell tot l'exercici del poder legislatiu. Això, en la pràctica, abasta pràcticament tot l'any.
Kim Yong-nam és l'actual president del Presidium.
El Presidium consta d'un President, els Vice-Presidents, secretaris i altres membres. Les funcions del Presidium són:
- Fixar les sessions de l'Assemblea Suprema Popular.
- Examinar i aprovar noves legislacions estatals quan l'Assemblea no està reunida.
- Interpretar la Constitució del país.
- Formar o dissoldre els ministeris del govern.
- Supervisar les lleis dels òrgans de l'estat.
- Organitzar les eleccions a l'Assemblea.
- Ratificar els tractats amb altres països.
- Nomenar, traslladar o cessar del seu lloc als jutges o funcionaris quan l'Assemblea no està reunida.
- Atorgar perdons especials o anmisties.